# Samandağ
Samandağ – miasto w Turcji w prowincji Hatay.
Według danych na rok 2000 miasto zamieszkiwało 34 641 osób.